# Amazonデジタルゲームストア
Amazonデジタルゲームストア (Amazon Digital Game Store) はAmazon.comによって提供されるデジタルビデオゲーム販売サービス。2009年2月3日に開設され、当時は600以上ものダウンロード用のゲームタイトルが入手可能だった。2013年8月7日に英国でも設立された
。
2013年11月12日、アマゾンはデジタルPlayStationストアを立ち上げた。ゲーマーはアマゾンからPS3、PS Vita、PS4のゲームを購入でき、PlayStation Network上で使えるコードを受け取る。2013年12月11日、英国でもデジタルPlayStationストアが開設された。